# Pavel Soukup (kolarz)
Pavel Soukup (ur. 12 kwietnia 1965 w Przerowie) – czechosłowacki kolarz torowy, trzykrotny medalista mistrzostw świata.

## Kariera
Pierwszy sukces w karierze Pavel Soukup odniósł w 1983 roku, kiedy zdobył brązowy medal w drużynowym wyścigu na dochodzenie podczas mistrzostw świata w Zurychu. Trzy lata później wspólnie z Alešem Trčką, Svatoplukiem Buchtą i Teodorem Černým zdobył w tej samej konkurencji złoty medal na mistrzostwach świata w Colorado Springs. Ponadto na rozgrywanych w 1987 roku mistrzostwach świata w Wiedniu razem z Miroslavem Kunderą Buchtą i Miroslavem Juněcem zdobył drużynowo kolejny brązowy medal. W 1988 roku brał udział w igrzyskach olimpijskich w Seulu, gdzie razem z kolegami zajął w tej konkurencji piątą pozycję.